# Константин (Богачевский)
Константин Сильвестрович Богачевский (укр. Костянтин Сильвестрович Богачевський; 17 июня 1884, Манаев — 6 января 1961, Филадельфия) — епископ Украинской грекокатолической церкви, экзарх США с 20 мая 1924 года по 10 июля 1958 года, первый архиепископ филадельфийский с 10 июля 1958 года по 14 августа 1961 год.

## Биография
Константин Богачевский родился 17 июня 1884 года в селе Манаев в семье грекокатолического священника.
Обучался богословию во Львове, Инсбруке и Мюнхене. 31 января 1909 года Константин Богачевский был рукоположён в священника, после чего служил духовным отцом во Львовской грекокатолической семинарии. С 1916 по 1917 год был военным капелланом. С 1918 года Константин Богачевский был вице-ректором Перемышльской Духовной семинарии. В 1923 году получил почётный титул апостольского протонотария. За просветительскую деятельность среди украинцев был арестован польскими властями, после освобождения в 1923 году выехал в Рим.
20 мая 1924 года Римский папа Пий XI назначил Константина Богачевского титулярным епископом Амисуса и апостольским экзархом для украинцев в США. 15 июня 1924 года Константин Богачевский был рукоположён в епископа, которое совершил епископ Пшемысля, Самбора и Санока Иосафат Коциловский в сослужении с апостольским администратором Прешова Дионисем Няради и епископом Лунгро Итало-албанской католической церкви Джованни Меле.
5 апреля 1954 года Константин Богачевский был назначен титулярным архиепископом Берое.
10 июля 1958 года апостольский экзархат США был преобразован в филадельфийскую епархию и Константин Богачевский стал её первым архиепископом.
Константин Богачевский скончался 6 января 1961 года.